# SN 2006sc
SN 2006sc – supernowa typu Ia odkryta 12 listopada 2006 roku w galaktyce A021010-0444. W momencie odkrycia miała maksymalną jasność 21,80m.